# Wiederstein
Wiederstein ist ein Ortsteil von Neunkirchen im Kreis Siegen-Wittgenstein in Nordrhein-Westfalen mit 756 Einwohnern (Stand: 30. Juni 2023) und ist somit der kleinste Ortsteil Neunkirchens.

## Geografie
Der Ort liegt im Hellertal, durch das sich die Heller zieht. Im Ortsgebiet entspringen außerdem noch der Mischebach im Mischebachtal, ein linker Zufluss der Heller. Der Bahlenbachseifen, ein rechter Zufluss, fließt durch Wiedersteiner Gebiet, er hat seine Quelle jedoch im Gilsbacher Ortsgebiet.
Höchste Erhebung in der Nähe ist der Schillerbach mit 481 m Höhe auf Ortsgebiet sowie der Bautenberg mit 512,9 m in Wilden bzw. der Hohenseelbachskopf in Altenseelbach mit 517,5 m Höhe. Weitere Berge sind:
- Heibergseheberg, (477 m)
- Langenholz, (422 m)
- Schelenberg, ein Ausläufer des Bautenberg

### Nachbarorte
Nachbarortschaften Wiedersteins sind Eisern (zu Siegen) im Norden, Wilden (zu Wilnsdorf) im Nordosten, Gilsbach (zu Burbach) im Osten, Wahlbach (zu Burbach) im Südosten, Daaden (Landkreis Altenkirchen) im Südwesten, Altenseelbach im Westen und Zeppenfeld im Nordwesten.

## Geschichte
Am 17. Juli 1344 wurde Wiederstein erstmals erwähnt. Bereits am 15. August 1326 wurden Güter in „Mischebach“, einer Hofanlage im Mischebachtal südwestlich von Wiederstein, genannt.
Am 9. Oktober 1748 brannten sechs Wohnhäuser, sieben Scheunen und zwei Backhäuser ab, nachdem das Feuer in einem der Backhäuser ausgebrochen war. Erst nach ihrer zweiten Bittschrift bekamen die Wiedersteiner Bürger im Jahr 1752 ihre Bauholzschulden von der Landesherrin, der Nassau-Oranischen Fürstin Anne, erlassen.
1759 wurde eine Kapellenschule erbaut, diese steht heute noch. Die Friedhöfe Wiedersteins wurden 1785, 1818 und 1887 angelegt, der letzte mit Kapelle. 1953 wurde eine neue Schule gebaut, die allerdings nur bis 1969 in Benutzung war.
1884 gründete sich der „Gesangverein Harmonie Wiederstein“, der seit 25 Jahren einen Gemischten Chor hat.
Ortsvorsteher waren von 1894 bis 1913 Heinrich Diehl und von 1913 bis 1919 Richard Gräf. 1913 wurden in Wiederstein und Zeppenfeld Wasserleitungen verlegt, sowie das Stromnetz gebaut. Strom kam von der Sägemühle Petri, eine Glühbirne pro Haus wurde montiert. Ab 1923 lieferte die EWS den Strom.
1925 bestand die Gemeinde Wiederstein als Arbeiterwohngemeinde und Kurort. Gemeindevorsteher war Grisse. Von den 399 Einwohnern waren 391 evangelisch, einer katholisch und sieben sonstiger Konfession. Es gab eine Volksschule, die Freiwillige Feuerwehr Wiederstein und einen Sportplatz. Die Gemeindevertretung bestand aus sieben Sitzen, von denen der SPD zwei, des DNV zwei und des DV zwei angehörten, sowie ein Gemeindevorsteher.
Bis zur kommunalen Neugliederung am 1. Januar 1969 gehörte der Ort dem Amt Burbach an.

### Gruben
Der Bergbau spielte in Wiederstein weniger eine Rolle als in den Nachbargemeinden Altenseelbach oder Salchendorf. Drei größere Gruben gab es auf Wiedersteiner Ortsgebiet:
- Hoffnungsstern lag teils auf Zeppenfelder Gebiet und war von 1863 bis 1885 in Betrieb. Sie war die größte Grube und hatte im Volkersbachtal einen Tiefer Stollen mit 242 m Länge sowie einen Oberen Stollen, der allerdings früh zu Bruch ging. Zwei Gesenke mit 10 m Teufe ergänzten das Ganze. Seit 1865 förderte man 301,5 t Bleierz.
- Regenbogen lag im Mischebachtal, war von 1841 bis 1887 in Betrieb und hatte mehrere Stollen. Man förderte 27 t Bleierz, 16 t Zinkerz und 1,6 t Kupfererz.
- Zankapfel lag unterhalb des Leyenkopfes teils auf Zeppenfelder Gebiet und war ab 1863 in Betrieb. Es existierte ein 300 m langer Stollen und ein kleiner Schacht, der 1995 verfüllt wurde.

Neben den kleineren Gruben lag der 720 m tiefe Lorenzschacht der Wildener Grube Bautenberg am Rand des Wiedersteiner Ortsgebietes.

### Einwohner- und Häuseranzahl
Einwohnerzahlen des Ortes:
| Jahr | Einwohner |
| ---- | --------- |
| 1810 | 195       |
| 1818 | 202       |
| 1850 | 294       |
| 1867 | 331       |
| 1885 | 403       |
| 1895 | 376       |
| 1900 | 383       |
| 1910 | 380       |

| Jahr | Einwohner |
| ---- | --------- |
| 1913 | 390       |
| 1925 | 399       |
| 1933 | 411       |
| 1939 | 415       |
| 1950 | 564       |
| 1961 | 636       |
| 1967 | 691       |
| 1985 | 656       |

| Jahr | Einwohner |
| ---- | --------- |
| 1994 | 729       |
| 2000 | 776       |
| 2004 | 782       |
| 2009 | 740       |
| 2011 | 720       |
| 2014 | 720       |

Anmerkung: Einwohnerzahlen ab 1994 am 31. Dezember; 2000 im Oktober
Häuserzahlen
| Jahr   | 1589 | 1600 | 1698 | 1700 | 1704 | 1706 | 1725 | 1730 | 1788 | 1810 | 1846 | 1850 | 1867 | 1913 |
| ------ | ---- | ---- | ---- | ---- | ---- | ---- | ---- | ---- | ---- | ---- | ---- | ---- | ---- | ---- |
| Häuser | 20   | 17   | 20   | 23   | 23   | 24   | 27   | 27   | 29   | 29   | 38   | 40   | 50   | 71   |

## Infrastruktur und Verkehrsanbindung
Am südlichen Ende des Ortes gibt es ein kleines Industriegebiet, in dem sich ein paar Firmen befinden. Es ist vom größeren, zu Wahlbach gehörenden Teil durch ein kleines Waldgebiet abgegrenzt.
Die Bahnstrecke Betzdorf–Haiger führt durch den Ort, an der Wiederstein früher einen Haltepunkt hatte. Seit dieser geschlossen ist, befinden sich die nächsten Stationen Neunkirchen und Wahlbach. Den Busverkehr übernimmt die VWS. Außerdem fährt innerhalb Neunkirchens ein Bürgerbus.
Über Zeppenfeld, Neunkirchen, Salchendorf und Wilden erreicht man die Bundesautobahn 45.

### Medien
Der Radioempfang im südlichen Siegerland ist geprägt durch Lokal- und überregionales Radio, wobei Radio Siegen die meisten Hörer hat. Neben den nordrhein-westfälischen Radiosendern des WDR und 1 Live kann auch das hessische FFH, der rheinland-pfälzische Sender RPR 1 und die des SWR empfangen werden.
Als lokale Zeitungen werden neben der Siegener Zeitung auch die Westfalenpost und die Westfälische Rundschau angeboten. Seit dem Frühjahr 2007 ist in Wiederstein DSL verfügbar.

## Sehenswürdigkeiten

### Kapellenschule
Die Kapellenschule wurde 1759 erbaut und ist eine der ältesten noch vorhandenen Schulen im Umkreis. Eine Inschrift über der Eingangstür weist auf das Baujahr hin: „Wohl denen die indenem Haus wohnen die loben dich immerdar. Seela. Psalm 84. Anno 1759 den Ziten May“. Im Gebäude wohnte anfangs der Wiedersteiner Dorfhirte. Im Keller war ein Bulle der Gemeinde untergebracht. Um 1800 wurde der Keller auch vom Lehrer genutzt, der im ersten Stock wohnte. Bis 1854 wurde der Schulraum im zweiten Stock auch als Betsaal genutzt.
1880 wurde der Glockenturm auf die Nordseite des Hauses versetzt, da sich das Dach in der Mitte neigte. Der Turm samt Glocke war zu schwer und drückte das Dach ein. Die erste Glocke wurde 1768 geläutet. Erst 1908 wurde sie ausgewechselt. Die zweite, in Herborn gegossene Glocke wurde bereits 1917 im Krieg eingeschmolzen. Die dritte Glocke wurde 1919 aufgehängt und bereits 1922 durch die vierte ersetzt, welche im Zweiten Weltkrieg eingeschmolzen wurde. Am 30. Oktober 1949 wurde die aktuelle Glocke aufgehängt.
Bis 1953 wurde im Gebäude noch unterrichtet. Nach dem Umzug in eine neue Schule wurde der Bau als Wohnraum genutzt, unter anderem für Asylbewerber. 1999 zogen die letzten Bewohner aus und die Kapellenschule wurde ab 2000 vom „Heimat- und Verschönerungsverein Wiederstein e. V.“ mit Hilfe des Besitzers der Schule, der Gemeinde Neunkirchen, ausgebaut und wieder hergerichtet.
Heute zeigt die Kapellenschule eine umfangreiche Ausstellung zu Heimatgeschichte, Haubergs- und Landwirtschaft, Schule oder Vorratshaltung, sowie eine Chronik des Ersten Weltkrieges aus dem Jahr 1914.

## Sport
Der örtliche Sportverein „SuS Wiederstein“ wurde am 16. Juni 1960 von acht Mitgliedern gegründet, nachdem mehrere Jahre so Fußball gespielt wurde und die Idee nach einem Verein aufkam. Die ersten Spiele fanden auf dem Platz des Nachbarortes Zeppenfeld statt. Auf dem Schulhof und auf dem Sportplatz auf der Rothenbach südwestlich des Ortes wurden trainiert. Nachdem der SuS lange nur verloren hatte, gewann die Mannschaft am 24. März 1963 erstmals gegen den TuS Lippe. Es folgten weitere Siege sowie der Aufstieg in die 2. Kreisklasse 1972 und der Gewinn der Gemeindemeisterschaften in den Jahren 1977 und 1982. In der Saison 1978/79 glückte der Aufstieg in die A-Kreisliga. Der Abstieg folgte bereits 1981, doch schon 1989 gelang ein erneuter Aufstieg. Dieser hielt jedoch nicht lang an.
Die Integration ausländischer Bürger hat beim Verein seit Jahrzehnten einen hohen Stellenwert. 1978 traten die ersten ausländischen Spieler bei, die 2. Mannschaft bestand fast nur aus Italienern. Bis heute trainiert die türkische Mannschaft des Anadolu Neunkirchen am Wiedersteiner Sportplatz. Dieser, an der Grenze zu Wahlbach südlich von Wiederstein gelegene Platz wurde Pfingsten 1969 eingeweiht, nachdem man sich seit 1966 dafür starkgemacht hatte. Im Sommer 1995 wurde er mit einer Flutlichtanlage ausgerüstet, zwischen 1996 und 1998 wurde das Sportheim erbaut. Heute ist der Sportplatz eher in einem schlechten Zustand und ist sanierungsbedürftig. Zurzeit stellt der Verein eine stabile Seniorenmannschaft in der Kreisliga C. Zum 50-jährigen Jubiläum hat der Verein vom 27. bis 29. August 2010 ein Festwochenende veranstaltet.

## Söhne und Töchter des Ortes
- Hans-Jürgen Beineke (1932–2006), Landrat